# ناحیه تونگته‌وون
ناحیه تونگته‌وون (انگلیسی: Tongdaewon-guyok) بخشی در کشور کره شمالی است که در پیونگ‌یانگ واقع شده‌است.